# Novoselec
 Ovo je glavno značenje pojma Novoselec. Za naselje u Gornjoj Dubravi, u Zagrebu pogledajte Novoselec (Zagreb).
Novoselec je naselje u općini Križ u Zagrebačkoj županiji.

## Stanovništvo
Po popisu stanovništva iz 2021. godine, Novoselec je imao 1210 stanovnika.
| broj stanovnika | 286   | 242   | 287   | 281   | 458   | 385   | 396   | 813   | 1055  | 1239  | 1377  | 1387  | 1445  | 1595  | 1520  | 1362  | 1210  |
|                 | 1857. | 1869. | 1880. | 1890. | 1900. | 1910. | 1921. | 1931. | 1948. | 1953. | 1961. | 1971. | 1981. | 1991. | 2001. | 2011. | 2021. |

## Poznate osobe
- Branko Jandrić, hrv. nogometni sudac

## Gospodarstvo
Za gospodarstvo na području Novoselca je najvažnija drvna industrija "DIN Novoselec" i Hrvatske šume.

## Spomenici i znamenitosti
- Barokna crkvica sv. Vida iz 1701. godine

## Kultura
Kao veći kulturni događaj u ovom naselju navodi se krijes, koji se za razliku od ivanjskih i jurjevskih krijesova održava 1. svibnja na međunarodni praznik rada i Dan Sv. Josipa Radnika, zaštitnika Hrvatske.